# 朱一柏
朱一柏（15世紀—15世紀），字應真，南直隸寧國府寧國縣人，明朝政治人物。

## 生平
朱一柏在十三歲時與伯父、叔父一同進入縣學，是嘉靖三十一年（1552年）壬子科應天鄉試第一百二名舉人，隆慶五年（1571年）授嵊縣知縣，嵊縣縣民愚笨號稱難治，他到任後立刻擒拿玩法與貪污的差役，縣民大為信服，判案亦平允，往往引導訴訟雙方自行和解，地方訟事日益減少，嵊縣三十年未有舉人，鄉老聲稱因宋朝本有溪流繞城，現在河水南遷引致，他就依照舊河路徑開鑿渠道並增建小堤，又在星子峯興建涼亭，於慈湖精舍修築學校，設立經史鉛纂局，親自教育士子，於是當年鄉試三人中式，時推為循良第一，萬曆四年（1576年）陞南京光祿寺正，出為廣信同知，九年（1581年）調廣州同知，十四年（1586年）改長蘆鹽運司同知，官至慶遠知府，每任都有廉節稱名聲，其後因忤逆權貴罷官，著有《考亭遺訓》及《落花溪荒徑》等作品。

## 引用
1. 1 2 3  民國《寧國縣志·卷十一·人物志上》：朱一柏，字應真，年十三同伯仲叔及從子入泮者十人，獨一柏最少，嘉靖壬子舉於鄉，知浙江嵊縣，嵊民戇號難治，一柏至擒治蠹役，讞獄平允，境內翕然，邑舊有溪環城若抱，代多科名，後溪南徙衰息者三十年，一柏循故道計日興工，鑿渠增垾引而歸之，建亭星子峯上，新學校於慈湖精舍，立經史鉛纂局，課士月三試親為甲乙，秋得售者三人，時推循良第一，陞廣信府同知，改廣州，海寇入犯，躬先士卒捕，遂嶺表以安，轉長蘆鹽運同知，遷知廣西慶遠府，所至以廉節稱，後忤權貴罷職，著《考亭遺訓》及《落花溪荒徑》諸篇行世。
2. ↑  民國《嵊縣志·卷十·職官志》：朱一柏，寧國人，弱冠舉於鄉，隆慶五年知嵊，始至奉法循理，人疑無治幹，甫月有胥玩法懲之，不數日一老胥抱牘陳事，微言欲中以利又懲之，人大信服，糧里役於公者月有限，非限令且去卒無廢事，讞獄平允，往往導使自解，而訟日以簡。嵊向多科名，時不舉於鄉者且三十年，父老言宋時溪流環邑若抱，今南徙矣，文風不振職此之故，一柏乃循故道計，日興役鑿渠，增垾引而歸之，不數月河成，又建亭星子峯，於是進士人而詔之，曰：「地道已舉，蓋修人道。」集士子於學宮，厚其既廩，月凡三試，親為甲乙，終歲無惰容，士由是興於文行，是科得雋者三人，後駸駸以起云。一柏胸無城府不矯飾，以立名而令行，禁止吏絕其奸，民樂其生，五年陞南京光祿寺正，歷官慶遠府知府。 道光李志
3. ↑  嘉慶《長蘆鹽法志·援證六下·歷代職官傳》：運同……朱一柏，寧國人，舉人，萬厯十四年任，遷慶遠府知府。